# Šafarsko
Šafarsko is een plaats in Slovenië en maakt deel uit van de gemeente Razkrižje in de NUTS-3-regio Pomurska. De plaats telde 275 inwoners op 1 januari 2020.